# Sint-Vincentiuskerk (Zinnik)

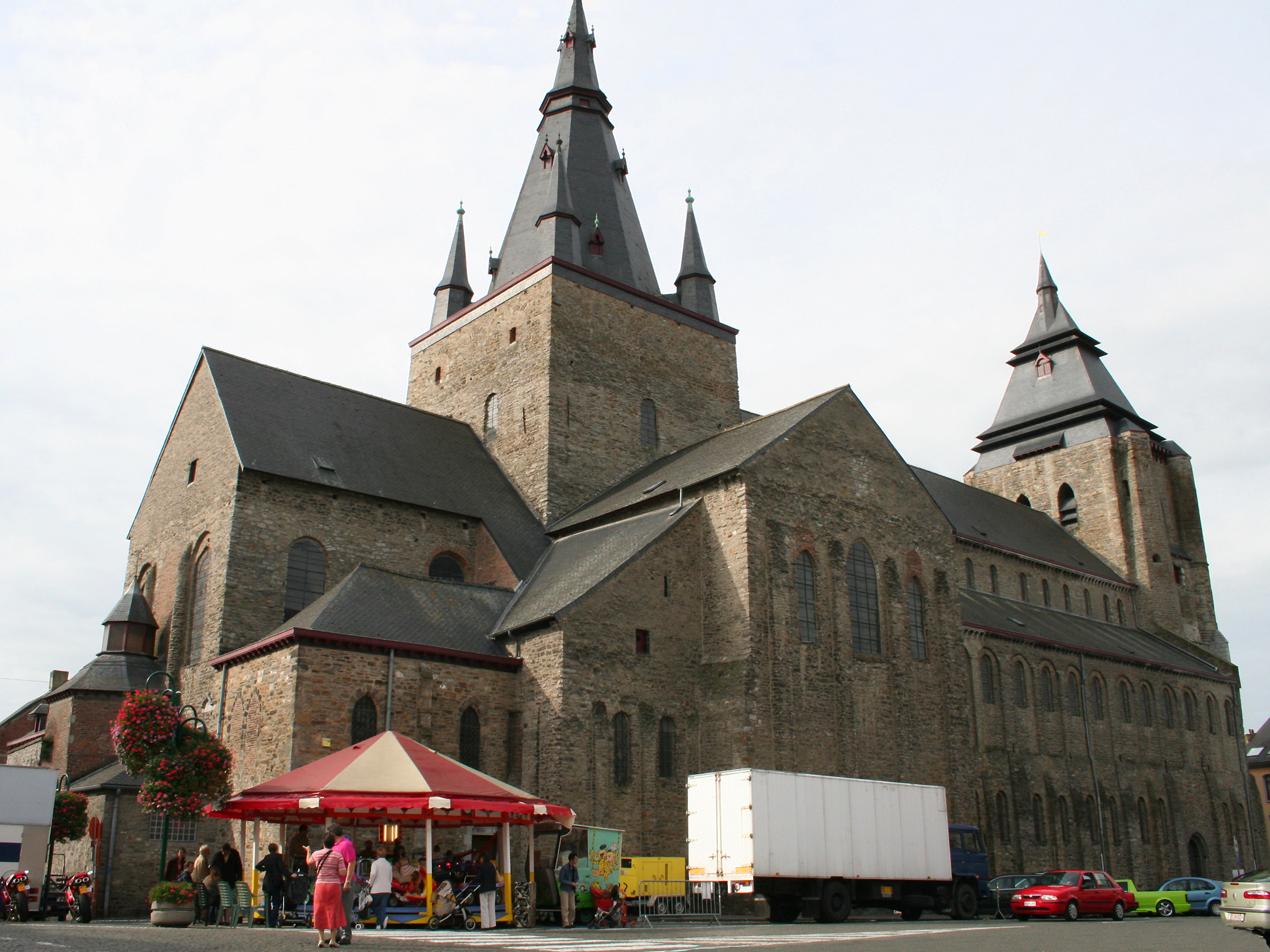
Sint-Vincentiuskerk van Zinnik.

De Sint-Vincentiuskerk is een voormalige kapittelkerk en de huidige rooms-katholieke parochiekerk van Zinnik in de Belgische provincie Henegouwen.

## Geschiedenis

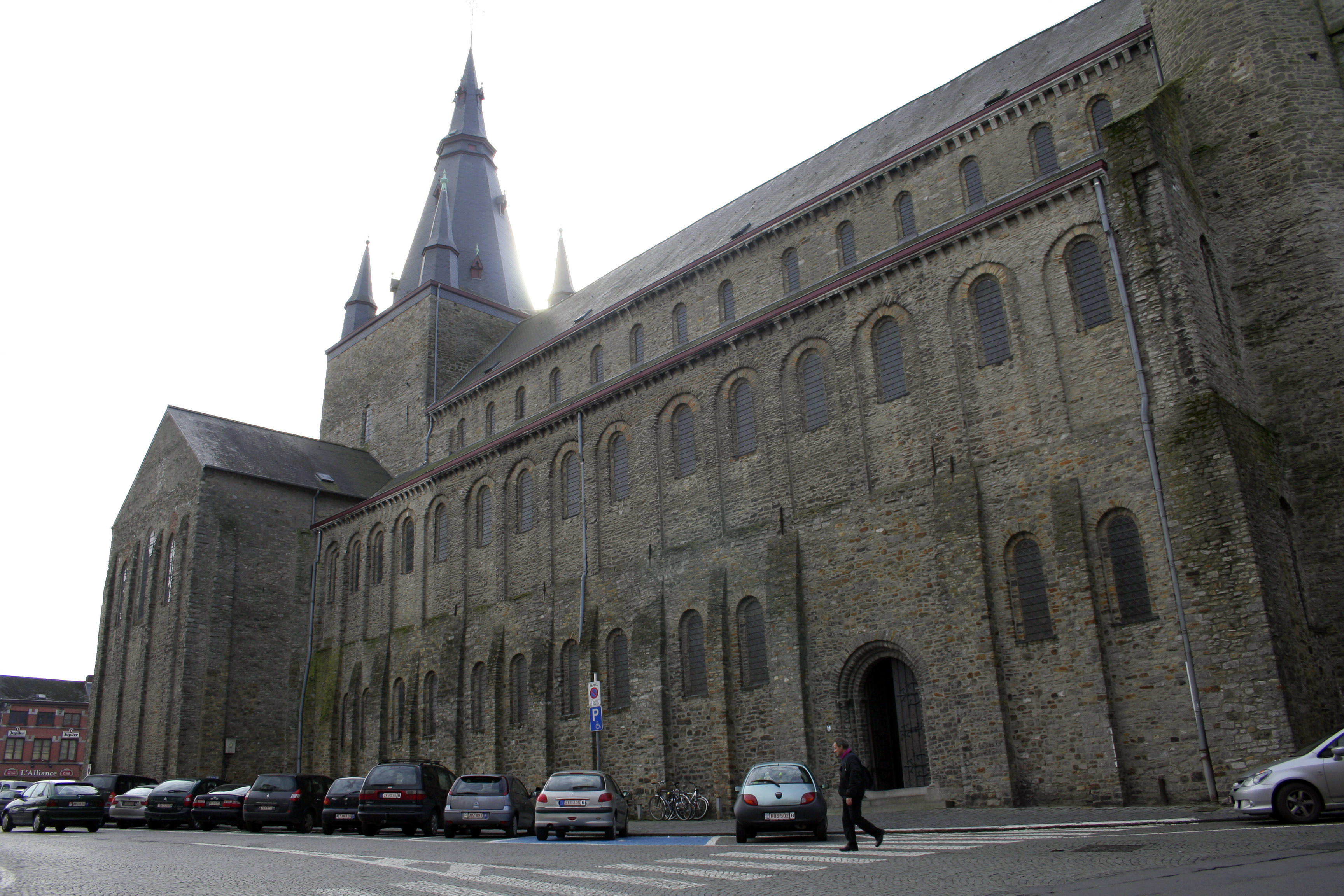
Gezicht op het lange schip van de kerk.

Op de plaats van de huidige kerk was waarschijnlijk al onder de Merovingen een Godshuis. De kerk werd door de Noormannen verwoest, en werd in opdracht van de aartsbisschop van Keulen, Bruno de Grote, nog voor 957 hersteld. 
In de 12de eeuw verkreeg het kapittel een akkoord met de abdij van Cambrom, tot het heffen van tienden. In  verleent Willem van Auxonne, bisschop van Kamerijk, zijn episcopale approbatie voor de canonieke electie van de proost. Twee jaar later wordt het kapittel volledig exempt, waardoor het aanzien van het kapittel snel verstevigd wordt.
De kanunniken, genoten tot de Franse revolutie van een aanzienlijke prebende. Om hun heerlijke rechten te vrijwaren had het kapittel een baljuw aangesteld die recht kon spreken in Zinnik. Daarnaast ontvingen zij ook schenkingen: zo schonken Albert en Isabella, 500 ponden vlaams aan het kapittel. Ook werden er belangrijke relieken geschonken; een inventaris vermeldt een reliek geschonken door Boudewijn van Constantinopel. Naast edelsmeedwerk is er ook een kazuifel bewaard die geschonken is door Keizerin Maria-Teresia van Oostenrijk en een ander exemplaar van Filips II van Spanje.
Het kapittel verzorgde het religieuze leven in Zinnik, dat vooral beston uit de verering van Sint-Vincentius: zo was er jaarlijks een grote processie ter memorie van de Translatio van sint-Vincentius in 875. Een merkwaardig gebruik werd door het kapittel in ere gehouden; op het feest van de onschuldige kinderen, lieten de kanunniken hun plaats aan jongens, die het officie zongen.

## Architectuur
Met de bouw van de grote romaanse basiliek voor het onderbrengen van de relikwieën van Sint-Vincentius werd in het eerste kwart van de 11e eeuw begonnen. Vervolgens werd westelijk deel en het koor met de transept voltooid. De kerk werd in 1160 ingewijd. Vanaf 1180 werd er gebouwd aan het lange schip met zijbeuken. De oorspronkelijke, in onze ogen onregelmatige vorm van de muurstijlen aan buitenkant van de muren van de zijbeuken zijn door de kunsthistoricus Harald Busch als een "echo van Karolingisch bouwkunst" omschreven. De westelijke toren met zijn kleine flanktorens werd in de 13e eeuw gedeeltelijk bekleed.
De kapittelkerk werd in 1797 opgeheven.